# Die Lustigen Weiber von Windsor
Die Lustigen Weiber von Windsor (em português: As Alegres Comadres de Windsor  ["Weiber", à letra, mulheres, no sentido de esposas — mas comadres acaba por funcionar melhor como tradução do título] ) é uma ópera de 1849 do compositor e maestro alemão Carl Otto Nicolai, com um libretto composto pelo dramaturgo alemão Salomon Hermann Mosenthal, baseado na obra The Merry Wives of Windsor (As Alegres Comadres de Windsor) de William Shakespeare.

## Papéis
| Papel                                           | Tipo de Voz   | Estréia, 9 de Março de 1849 (Condutor: Otto Nicolai) |
| ----------------------------------------------- | ------------- | ---------------------------------------------------- |
| Frau Fluth (Alice Ford)                         | soprano       | Leopoldine Tuczek                                    |
| Frau Reich (Meg Page)                           | mezzo-soprano | Pauline Marx                                         |
| Sir John Falstaff                               | baixo         | August Zschiesche                                    |
| Fenton                                          | tenor         | Julius Pfister                                       |
| Herr Fluth (Ford)                               | baritono      | Julius Krause                                        |
| Anna Reich (Anne Page)                          | soprano       | Louise Köster                                        |
| Herr Reich (Page)                               | baixo         | August Mickler                                       |
| Spärlich (Slender)                              | tenor         | Eduard Mantius                                       |
| Dr. Cajus                                       | baixo         | A. Lieder                                            |
| Homens e Mulheres de Windsor, vizinhos, insetos |               |                                                      |

## Árias Notáveis
- "Horch, die Lerche singt im Hain" (Fenton)
- "Als Büblein klein an der Mutter Brust" (Falstaff)
- "Nun eilt Herbei" (Frau Fluth)